# Biskupi Groningen-Leeuwarden
Biskupi Groningen-Leuuwarden - lista biskupów diecezji Groningen-Leuuwarden, w Holandii.

## Biskupi Groningen (1559-1603)
| L.p. | Lata rządów  | Imię i nazwisko     |
| ---- | ------------ | ------------------- |
| 1.   | 1559–1576    | bp Johannes Knijff  |
| *    | 1576–1589    | sede vacante        |
| 2.   | 1589–1592    | bp Jan van Bruhesen |
| 3.   | po 1592–1603 | bp Arnold Nijlen    |

## Biskupi Leeuwarden (1559-1580)
| L.p. | Lata rządów | Imię i nazwisko      |
| ---- | ----------- | -------------------- |
| *    | 1559–1561   | sede vacante         |
| 1.   | 1561–1569   | bp Remigius Driutius |
| 2.   | 1569–1580   | bp Cuneris Petri     |

## Biskupi Groningen (1955-2005)
| L.p. | Lata rządów | Imię i nazwisko            |
| ---- | ----------- | -------------------------- |
| 4.   | 1956–1969   | bp Petrus Antonius Nierman |
| 5.   | 1969–1999   | bp Bernard Möller          |
| 6.   | 1999–2005   | bp Willem Jacobus Eijk     |

## Biskupi Groningen-Leuuwarden (od 2005)
| L.p. | Lata rządów | Imię i nazwisko        |
| ---- | ----------- | ---------------------- |
| 6.   | 2005–2007   | bp Willem Jacobus Eijk |
| 7.   | 2008–2016   | bp Gerard de Korte     |
| 8.   | 2017–2024   | bp Ron van den Hout    |
| 9.   | od 2025     | bp Ronald Cornelissen  |